# Varaha

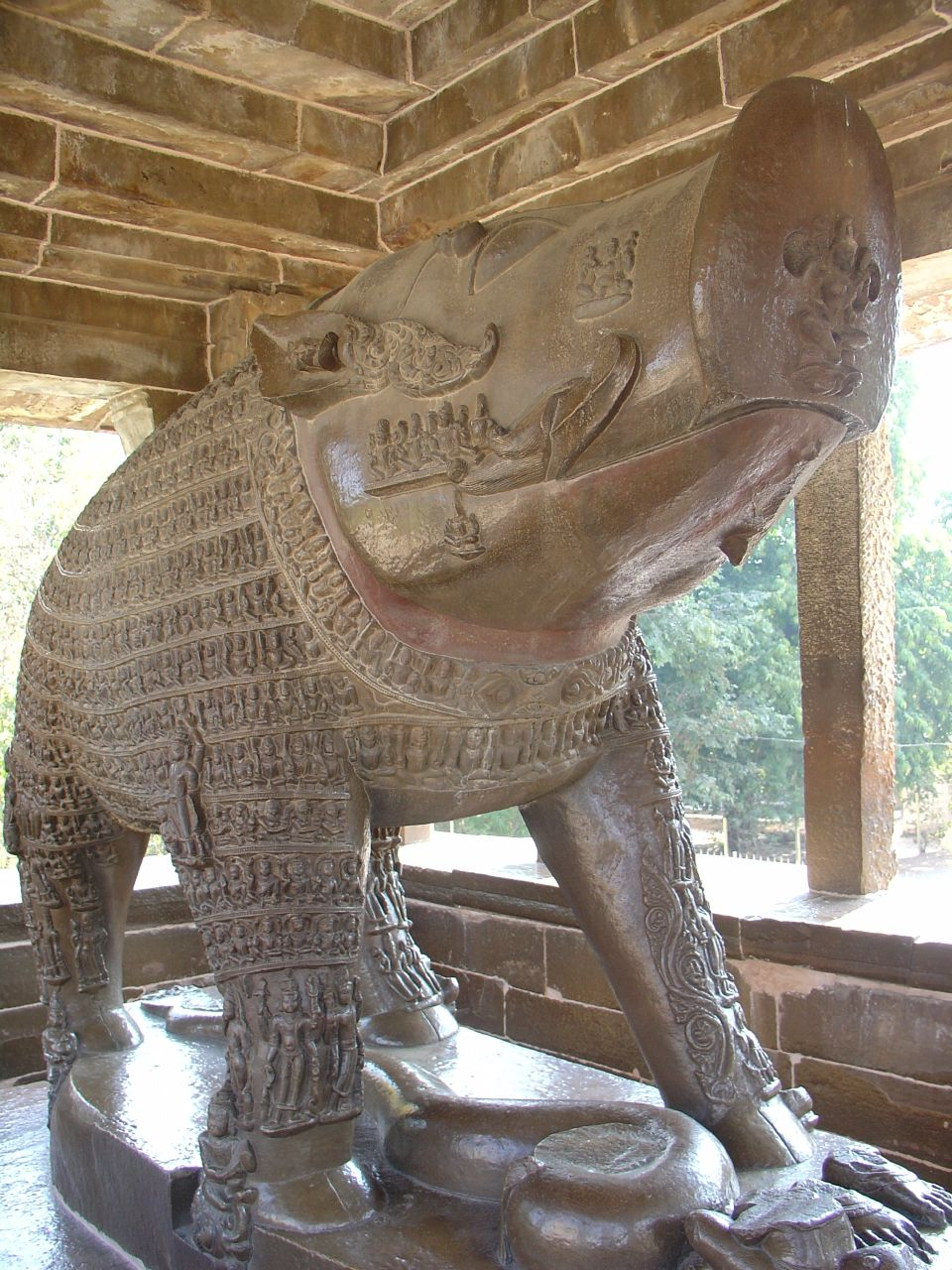
Varaha

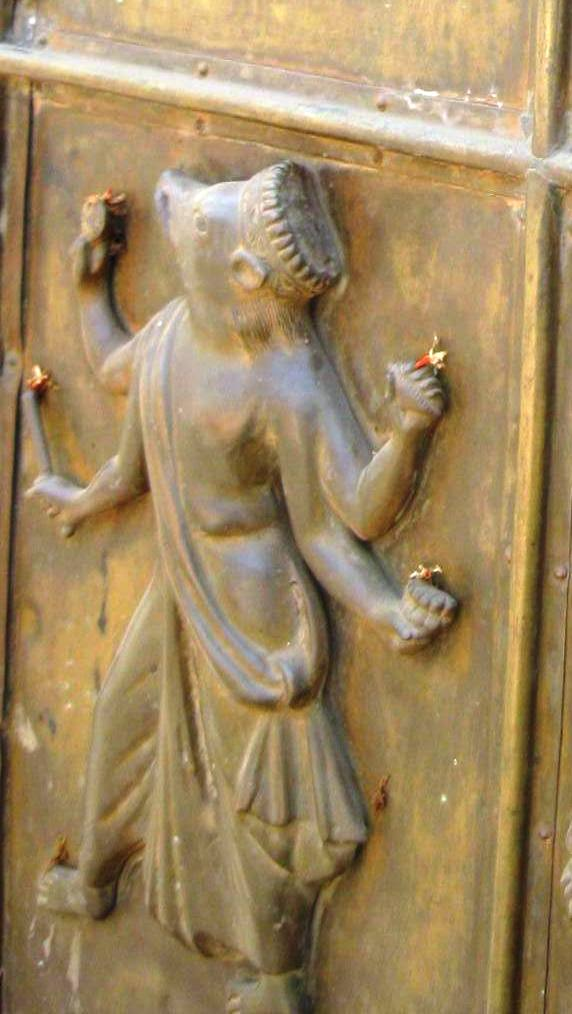
Varaha Avatar op een koperen strijdwagen van Searsole Rajbari, West-Bengalen, India

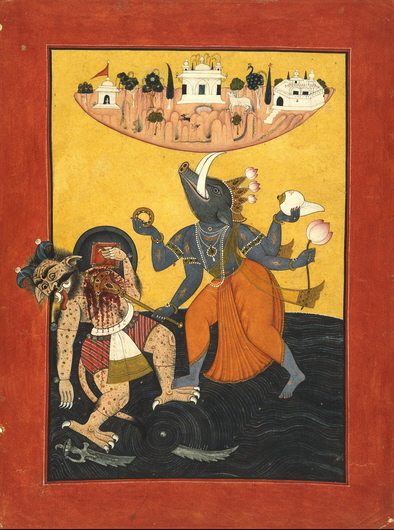
Varaha doodt de demon

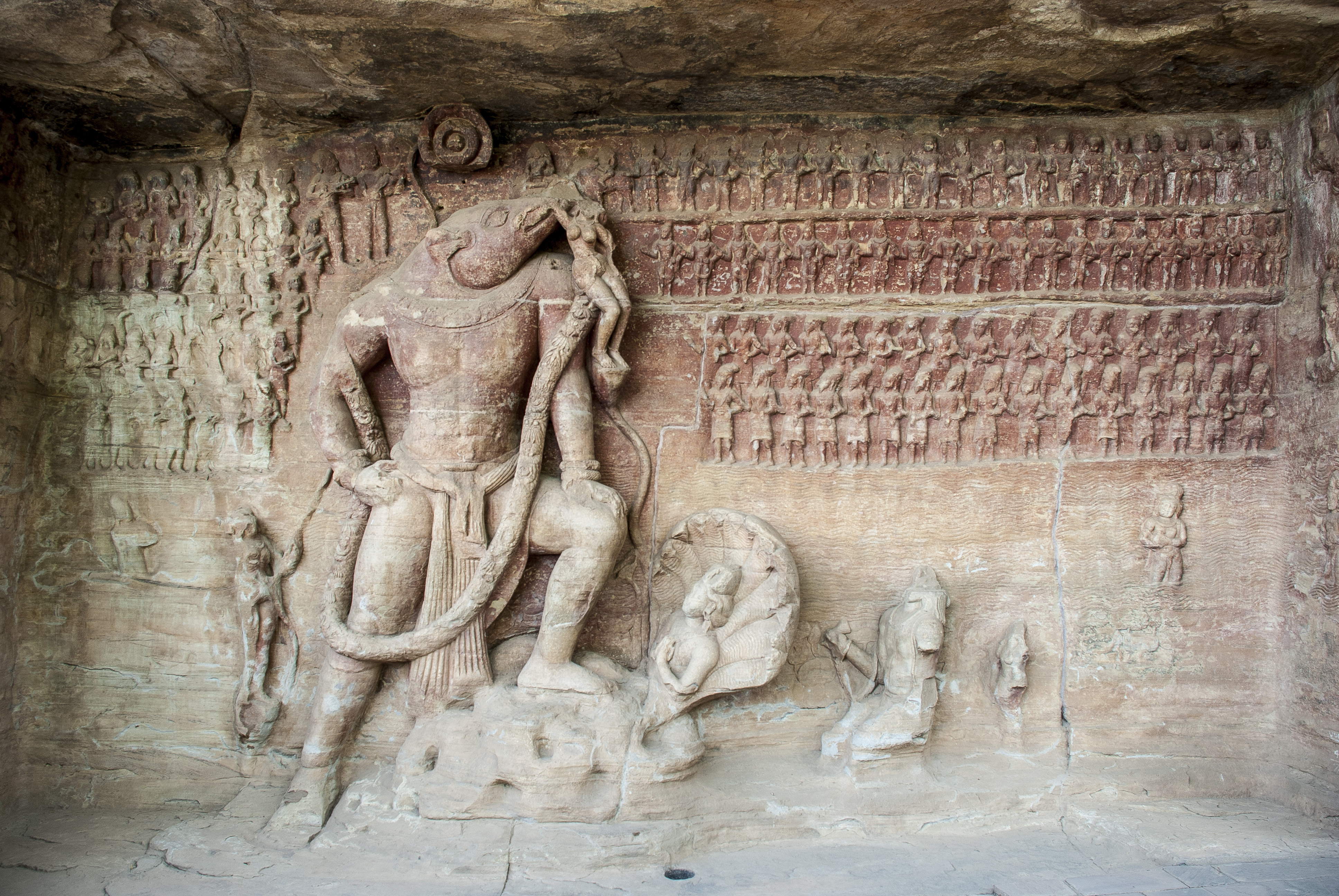
Varaha

Varaha is de derde avatara van Vishnoe. Hij staat bekend als het zwijn en redde de wereld. De demon Hiranyaksha smeet de aarde in de oceaan van melk. Varaha sprong in de zee en vond met zijn reukzin de aarde terug in het water. Hij doodde de demon en tilde de aarde, in de gedaante van een mooie vrouw, op zijn slagtanden het water uit. 
Vishnu wordt in de gedaante van Varaha afgebeeld als een reus met een zwijnenkop die de aardgodin draagt.
Een bijnaam van Varaha is Aniruddha, Usha (een Daitya-prinses) werd verliefd op hem en lokte hem met haar toverkracht. Zijn vader Bana gaf het bevel Aniruddha te grijpen, de held doodde zijn aanvallers maar werd door Bana ontvoerd. Krishna en zijn broer Balarama en zijn zoon Pradyumna ontdekten dit en wilden hem redden. Er volgde een enorme veldslag en Shiva (de vernietiger) en Karttikeya (de oorlogsgod) vochten aan de kant van Bana. Toch verloor Bana en Shiva erkende dat Krishna de oppergod was en zorgde ervoor dat het leven van Bana gespaard werd. Aniruddha keerde met zijn prinses naar huis.
Matsya  · Koerma  · Varaha  · Narasimha · Vamana · Parashurama (krijger) · Rama (ideale man) · Krishna · Boeddha 

Toekomstig: Kalki